# 青弋江

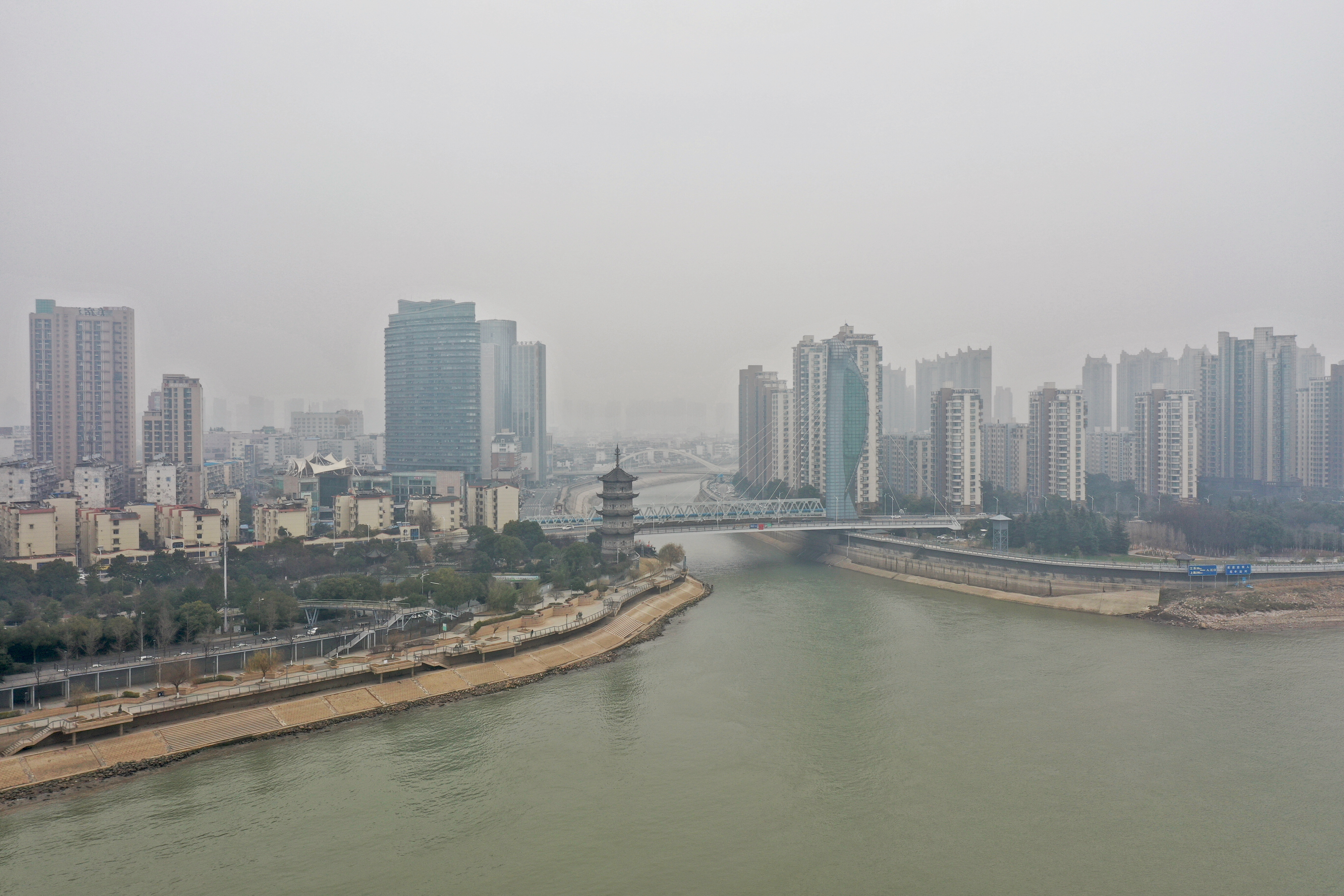
青弋江与长江交汇处

青弋江是中国安徽省南部的一条河流，从黄山山脉由南向北流经泾县，在芜湖市区汇入长江。
青弋江源出黟县的“美溪河”，过大河口之后称“清溪河”，汇入泾县陈村水库库区，即太平湖。出太平湖后为青弋江（泾县桃花潭镇境内），于芜湖市区西南注入长江，芜湖亦为青弋江沿岸最大的城市。河道全长309千米。流域面积7195平方千米。青弋江跨祁门县、黄山区、黟县、歙县、旌德县、石台县、泾县、青阳县、南陵县、宣城、芜湖等11个县、市。